# Frua
Frua (Uf der Frütt in walser) è un centro abitato situato nel comune italiano di Formazza, nell'estremo nord della regione Piemonte.
Frua è una località prevalentemente famosa per il turismo bianco e per la spettacolare cascata del Toce.